# Ulrich Gabbert
Ulrich Gabbert (* 11. April 1947 in Magdeburg) ist ein ehemaliger deutscher Universitätsprofessor. Er war von 1992 bis zu seiner Emeritierung im Jahr 2014 Inhaber des Lehrstuhls für Numerische Mechanik des Instituts für Mechanik (IFME) an der Otto-von-Guericke-Universität Magdeburg.

## Werdegang
Ulrich Gabbert studierte Maschinenbau an der Technischen Hochschule Magdeburg in der damaligen DDR; 1971 schloss er sein Studium als Diplomingenieur ab. Gabbert blieb als Doktorand an der TH Magdeburg und promovierte 1974 mit der Promotion A zum Doktoringenieur. Anschließend arbeitete er bis 1976 als wissenschaftlicher Assistent an der Hochschule.
Anschließend arbeitete Gabbert als Berechnungsingenieur im Kombinat Pumpen und Verdichter in Halle (Saale). Nach drei Jahren wechselte er zurück an die TH Magdeburg und arbeitete dort als Oberassistent. 1984 wurde er zum Leiter des Methodisch-Diagnostischen Zentrums Finite Elemente ernannt, nachdem er zwei Jahre zuvor die Facultas Docendi für die Technische Mechanik erworben hatte.
1987 wurde Gabbert die Promotion B verliehen, er trug anschließend den Titel Dr.sc.techn., der nach der politischen Wende der DDR 1991 zur Habilitation umgewandelt wurde. Seit 1992 hat Gabbert die Universitätsprofessur für Numerische Mechanik an der Otto-von-Guericke-Universität in Magdeburg inne.
Gabbert ist zusammen mit dem Universitätsprofessor der TU Berlin, Manfred Zehn, Geschäftsführer der FEMCOS GmbH, ein Ingenieurbüro für numerische Analysen, das sich ebenfalls auf die Finite-Elemente-Methode spezialisiert hat.
Im Jahr 2014 wurde Gabbert emeritiert.

## Forschungsschwerpunkte und Publikationen
Die Forschungsschwerpunkte Gabberts liegen in der Numerischen Mechanik, wobei er sich insbesondere auf die Entwicklung numerischer Methoden mit Hilfe der Finite-Elemente-Methode spezialisiert hat. Weitere Forschungsschwerpunkte liegen in der Strukturmechanik und der Simulation von technischen Systemen.
2003 veröffentlichte Gabbert das Fachbuch Technische Mechanik für Wirtschaftsingenieure, das als Lehrbuch den Einstieg in die Technische Mechanik ermöglichen soll und auf das Studium des Wirtschaftsingenieurwesens ausgelegt ist. Es wurde 2013 in der mittlerweile siebten Auflage veröffentlicht.

## Auszeichnungen
Im Jahr 2002 erhielt Gabbert den Otto-von-Guericke-Forschungspreis der Universität für seine wissenschaftlichen Leistungen zum Thema „Methoden und Software für die Auslegung intelligenter Struktursysteme“. 2002 wurde ihm der Ehrendoktortitel der Universität Miskolc in Ungarn verliehen.

## Veröffentlichungen
- mit Ingo Raecke: Technische Mechanik für Wirtschaftsingenieure. Fachbuchverlag Leipzig im Carl-Hanser-Verlag, München u. a. 2003, ISBN 3-446-22349-5 (7., aktualisierte Auflage, 2013, ISBN 978-3-446-43253-6).